# Ukendt Kunstner
Ukendt Kunstner (dänisch für „unbekannter Künstler“) ist ein dänisches Hip-Hop-Duo.

## Karriere
Philipp und McCoy lernten sich 2010 durch gemeinsame Bekannte kennen und gründeten das Duo Skørmand. 2012 folgte die Umbenennung in „Ukendt Kunstner“, sowie die Veröffentlichung der EPs Heelerware, page A und Heelerware, page B.
2014 erschien mit Neonlys ihr Debütalbum, welches die Top 20 der dänischen Chart erreichte. Nach drei Studioalben folgte 2016 die Auflösung der Formation, da sich die Beteiligten auf Soloprojekte konzentrieren wollten. Hans Philip veröffentlichte zwei Soloalben, Jens Ole Wowk McCoy arbeitete an Filmprojekten.
2023 gaben sie ihr Comeback bekannt. Mit dem vierten Album Dansktop erreichten sie Platz eins der Charts. Im gleichen Jahr wurden sie bei den Danish Music Awards in drei Kategorien nominiert, wovon sie die Kategorie Årets danske gruppe (Beste dänische Gruppe) gewannen.

## Diskografie

### Alben
| Jahr | Titel             | Höchstplatzierung, Gesamtwochen, AuszeichnungChartsChartplatzierungen (Jahr, Titel, Platzierungen, Wochen, Auszeichnungen, Anmerkungen) | Anmerkungen                            |
| Jahr | Titel             | DK | Anmerkungen                            |
| ---- | ----------------- | --- | -------------------------------------- |
| 2013 | Neonlys           | DK14 ×4Vierfachplatin · (15 Wo.)DK | Erstveröffentlichung: 8. April 2013    |
| 2014 | Forbandede ungdom | DK2 ×5Fünffachplatin · (102 Wo.)DK | Erstveröffentlichung: 12. Mai 2014     |
| 2016 | Den anden side    | DK3 ×4Vierfachplatin · (75 Wo.)DK | Erstveröffentlichung: 29. Februar 2016 |
| 2023 | Dansktop          | DK1 ×3Dreifachplatin · (89 Wo.)DK | Erstveröffentlichung: 12. Mai 2023     |

### EPs
- 2012: Heelerware, page A
- 2012: Heelerware, page B

### Singles
| Jahr | Titel Album                          | Höchstplatzierung, Gesamtwochen, AuszeichnungChartsChartplatzierungen (Jahr, Titel, Album, Platzierungen, Wochen, Auszeichnungen, Anmerkungen) | Anmerkungen                         |
| Jahr | Titel Album                          | DK | Anmerkungen                         |
| --- | ------------------------------------ | --- | ----------------------------------- |
| 2013 | Neonlys                              | DK22 ×2Doppelplatin + Platin (Streaming) · (8 Wo.)DK                                                                                           |                                     |
| 2014 | Alting / Ingenting Forbandede ungdom | DK14 (3 Wo.)DK | Erstveröffentlichung: 31. März 2014 |
| Folgende Lieder erschienen nicht als Single, wurden aber durch das Album zum Download und Streaming bereitgestellt und konnten somit eine Platzierung erlangen: |                                      | |                                     |
| |                                      | |                                     |
| 2014 | Stein bagger Forbandede ungdom       | DK31 ×2Doppelplatin + Gold (Streaming) · (1 Wo.)DK                                                                                             | feat. Sivas                         |
| 2016 | Alting / Ingenting Den anden side    | DK35 (1 Wo.)DK | feat. Sivas                         |
| 2023 | Uden dig Dansktop                    | DK1 ×3Dreifachplatin · (48 Wo.)DK |                                     |
| 2023 | Dansktop                             | DK2 Gold · (3 Wo.)DK |                                     |
| 2023 | Gran Turismo Dansktop                | DK3 (2 Wo.)DK |                                     |
| 2023 | Hele dagen Dansktop                  | DK4 Gold · (3 Wo.)DK |                                     |
| 2023 | Hena Dansktop                        | DK5 Gold · (3 Wo.)DK |                                     |
| 2023 | Fastelavn Dansktop                   | DK6 (2 Wo.)DK |                                     |
| 2023 | Stjernekigger Dansktop               | DK7 Gold · (3 Wo.)DK |                                     |
| 2023 | For livet Dansktop                   | DK8 (2 Wo.)DK |                                     |
| 2023 | Kerosin Dansktop                     | DK12 (1 Wo.)DK |                                     |
| 2023 | Aerosol Dansktop                     | DK14 (1 Wo.)DK |                                     |
| 2023 | Interlude Dansktop                   | DK20 (1 Wo.)DK |                                     |

Weitere Lieder
- 2013: Fucking Nummer (DK: ×2Doppelplatin )
- 2013: Lørdag Aften (DK: Gold)
- 2014: Gennem byen (DK: ×2Doppelplatin )
- 2014: Fortæl dem (feat. Lord Siva, DK: Platin)
- 2014: Langt væk (DK: Gold)
- 2014: Hun Sagde (DK: Platin)
- 2014: Daglige Brød (DK: Platin)
- 2015: Hellar (DK: Gold)
- 2016: Mand over bord (feat. Track72, DK: Gold)
- 2016: Soma (DK: Gold)
- 2016: Lange Nætter (DK: Gold)
- 2016: Overleve (DK: Platin)
- 2016: Lige nu (feat. Sivas, DK: Gold)
- 2016: Baby (DK: Gold)
- 2016: Den anden side (DK: Gold)

### Gastbeiträge
| Jahr | Titel Album      | Höchstplatzierung, Gesamtwochen, AuszeichnungChartsChartplatzierungen (Jahr, Titel, Album, Platzierungen, Wochen, Auszeichnungen, Anmerkungen) | Anmerkungen                 |
| Jahr | Titel Album      | DK | Anmerkungen                 |
| --- | ---------------- | --- | --------------------------- |
| Folgende Lieder erschienen nicht als Single, wurden aber durch das Album zum Download und Streaming bereitgestellt und konnten somit eine Platzierung erlangen: |                  | |                             |
| |                  | |                             |
| 2024 | Tro på det Skyll | DK1 Platin · (22 Wo.)DK | Lamin feat. Ukendt Kunstner |